# أنيليريدين
أنيليريدين Anileridine هو مسكن ألم أفيوني صنعي من مجموعة البيبردين، يختلف عن البيثيدين بيثيدين بيثيدين بأن مجموعة ال N ميثيل في البيثيدين استبدلت بمجموعة N أمينوفينثيل، مما يزيد من الفاعلية المسكنة.
لم يعد يصنع أنيليريدين في الولايات المتحدة أو كندا.

## الأشكال الصيدلانية
نجد ان أنيليريدين Anileridine يتوفر في الاشكال الدوائية الأتية:-
- حقني.
- مضغوطات.[3]

## الحرائك الدوائية
أنيليريدين عادة ما يستغرق سريان مفعوله في غضون 15 دقيقة إما عن طريق الفم أو عن طريق الوريد، ويستمر 2-3 ساعات. يتم أيض معظمه في الكبد.

## الآثار الجانبية
- انزعاج معدي.
- غثيان وإقياء.
- تغيم رؤيا.
- طنين.
- دوار.
- جفاف فم.

## التداخلات الدوائية
- يتداخل مع MAO-I مثل فورازوليدون فورازوليدون، لينزوليد لنزوليد، سيليجيلين سيليجيلين، فينيلزين فينيلزين.
- الأقراص المنومة.
- الأدوية المضادة لنوبات الصرع.